# Millennium (seria powieści)
Millennium – seria powieści kryminalnych, której głównymi bohaterami są Mikael Blomkvist i Lisbeth Salander. Pierwotnie trylogia, napisana przez Stiega Larssona, wydana została już po jego śmierci – w latach 2005–2007. Millenium stało się bestsellerem, doczekało się ekranizacji filmowych. W latach 2015–2019 serię kontynuował David Lagercrantz, który napisał trzy kolejne tomy. Od 2022 roku nad kolejnymi trzema tomami pracuje Karin Smirnoff.
Tomy napisane przez Stiega Larssona (w nawiasach data pierwszego wydania w Szwecji):
- Mężczyźni, którzy nienawidzą kobiet (Män som hatar kvinnor 2005), tłumaczenie: Beata Walczak-Larsson, Wydawnictwo Czarna Owca 2008, ISBN 978-83-8252-789-6
- Dziewczyna, która igrała z ogniem (Flickan om lekte med elden 2006), tłumaczenie: Paulina Rosińska, Wydawnictwo Czarna Owca 2009, ISBN 978-83-8143-860-5
- Zamek z piasku, który runął (Luftslottet som sprängdes 2007), tłumaczenie: Alicja Rosenau, Wydawnictwo Czarna Owca 2009, ISBN 978-83-8143-864-3

Tomy napisane przez Davida Lagercrantza:
- Co nas nie zabije (Det som inte dödar oss 2015), tłumaczenie: Irena Muszalska, Maciej Muszalski, Wydawnictwo Czarna Owca 2015, ISBN 978-83-8015-049-2
- Mężczyzna, który gonił swój cień (Mannen som sokte sin skugga 2017), tłumaczenie: Maciej Muszalski, Wydawnictwo Czarna Owca 2017, ISBN 978-83-8015-792-7
- Ta która musi umrzeć  (2019), tłumaczenie: Inga Sawicka, Wydawnictwo Czarna Owca 2019, ISBN 978-83-8015-386-8

Tomy napisane przez Karin Smirnoff:
- Krzyk orła (Havsörnens skrik 2022), tłumaczenie: Inga Sawicka, Wydawnictwo Czarna Owca 2023, ISBN 978-83-8252-929-6

## Ekranizacje
Szwedzko-duńsko-niemiecko-norweska trylogia filmowa z 2009 roku z Mikaelem Nyqvistem i Noomi Rapace w rolach głównych:
- Millennium: Mężczyźni, którzy nienawidzą kobiet – w reżyserii Nielsa Ardena Opleva
- Millennium: Dziewczyna, która igrała z ogniem – w reżyserii Daniela Alfredsona
- Millennium: Zamek z piasku, który runął – w reżyserii Daniela Alfredsona

Na podstawie trylogii filmowej powstał także sześcioodcinkowy serial telewizyjny.
Amerykańska seria filmów:
- Dziewczyna z tatuażem – amerykańsko-brytyjsko-niemiecko-szwedzki film z 2011 w reżyserii Davida Finchera z Danielem Craigiem i Rooney Mara w rolach głównych
- Dziewczyna w sieci pająka – film z 2018 w reżyserii Fede Álvareza ze Sverrirem Gudnasonem i Claire Foy w rolach głównych